# Vicente Manansala

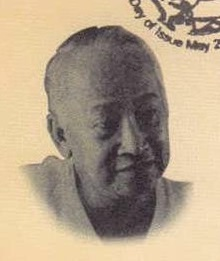

Vicente Silva Manansala (Macabebe, 22 januari 1910 - 22 augustus 1981) was een Filipijns kubistisch kunstschilder en illustrator. Manansala werd in 1981 door president Ferdinand Marcos uitgeroepen tot nationaal kunstenaar van de Filipijnen en was een van de "Thirteen moderns".

## Biografie
Vicente Manansala werd geboren op 22 januari 1910 in Macabebe in de provincie Pampanga als zoon van Perfecto Manansala en Engracia Silva. In zijn jeugd werkte hij als krantenjongen en schoenenpoetser en in zijn vrije tijd ontwierp hij vliegers en maakte hij houtskooltekeningen. Op zijn vijftiende kreeg hij les van kunstschilder Ramon Peralta. Een jaar later begon hij aan een studie Fine Arts aan de University of the Philippines. Na zijn afstuderen in 1930 werkte Manansala als illustrator voor de Philippine Herald en het weekblad Liwayway. Ook werkte hij als vormgever voor Photonews en Saturday Evening News Magazine.
In 1949 studeerde hij enkele maanden aan de École de Beau Arts in Montreal, Canada en in 1950 studeerde hij middels een beurs van de Franse overheid negen maanden lang aan de École de Beaux Arts in Parijs.
Manansala overleed op 71-jarige leeftijd. Hij was getrouwd met Hermenegilda (Hilda) Diaz en had een kind.

## Werk
- Madonna of the Slums
- Jeepneys
- Kalabaw (Carabao), oil on canvas, 28,5 × 38 inches, 1965
- Stations of the cross, muurschilderingen in de kerk van de Parish of the Holy Sacrifice
- Bangkusay Seascape (1940). Olieverfschilderij
- Pila Pila sa Bigas (1980). Olieverfschilderij

- Gemeinsame Normdatei: 1012099652
- International Standard Name Identifier: 0000 0001 1939 057X
- Library of Congress Control Number: nb2010012961
- Virtual International Authority File: 121126478
- WorldCat: E39PBJmP7HmGDyjT98qfcgbKh3